# Гардвік (Міннесота)
Гардвік (англ. Hardwick) — місто (англ. city) в США, в окрузі Рок штату Міннесота. Населення — 189 осіб (2020).

## Географія
Гардвік розташований за координатами 43°46′27″ пн. ш. 96°11′51″ зх. д. / 43.77417° пн. ш. 96.19750° зх. д. (43.774087, -96.197487).  За даними Бюро перепису населення США в 2010 році місто мало площу 4,51 км², уся площа — суходіл.

## Демографія
Згідно з переписом 2010 року, у місті мешкало 198 осіб у 87 домогосподарствах у складі 52 родин. Густота населення становила 44 особи/км².  Було 103 помешкання (23/км²).
Расовий склад населення:
| - 98,0 % — білих - 2,0 % — корінних американців |

До двох чи більше рас належало 0,0 %. Частка іспаномовних становила 1,5 % від усіх жителів.
За віковим діапазоном населення розподілялося таким чином: 23,7 % — особи молодші 18 років, 56,1 % — особи у віці 18—64 років, 20,2 % — особи у віці 65 років та старші. Медіана віку мешканця становила 44,0 року. На 100 осіб жіночої статі у місті припадало 80,0 чоловіків;  на 100 жінок у віці від 18 років та старших — 77,6 чоловіків також старших 18 років.
Середній дохід на одне домашнє господарство  становив 45 688 доларів США (медіана — 39 167), а середній дохід на одну сім'ю — 54 512 долари (медіана — 45 000). Медіана доходів становила 41 250 доларів для чоловіків та 26 875 доларів для жінок. За межею бідності перебувало 4,3 % осіб, у тому числі 0,0 % дітей у віці до 18 років та 8,9 % осіб у віці 65 років та старших.
Цивільне працевлаштоване населення становило 126 осіб. Основні галузі зайнятості: роздрібна торгівля — 24,6 %, освіта, охорона здоров'я та соціальна допомога — 19,8 %, виробництво — 9,5 %, сільське господарство, лісництво, риболовля — 8,7 %.